# Thoracochromis demeusii
Thoracochromis demeusii es una especie de peces de la familia de los cíclidos.
Tiene incubación bucal por las hembras.

## Morfología
La longitud máxima descrita es de 13 cm.

## Distribución y hábitat
Es un pez de agua dulce tropical, bentopelágico, que vive a una profundidad entre 0 y 7 metros, a temperatura casi constante entre 24 °C y 26 °C. Se distribuye por ríos de África, en la cuenca fluvial del curso bajo del río Congo entre Luozi y Matadi (República Democrática del Congo),
La construcción de embalses en la cuenca baja del río Congo está limitando su hábitat, además del creciente impacto de la minería en la provincia del Bajo Congo, por lo que la especie es considerada en estado de conservación vulnerable.